# سواواتچه
سواواتچه (به لهستانی:  Sławatycze) یک روستا در لهستان است که در گمینا سواواتچه واقع شده‌است. سواواتچه ۲٬۷۳۸ نفر جمعیت دارد.